# Cơ quan quốc tế về người tị nạn Nansen
Cơ quan quốc tế Nansen về người tị nạn, (tiếng Pháp: Office International Nansen pour les Réfugiés), là một tổ chức của Hội Quốc Liên, đảm nhận việc lo liệu cho các người tị nạn từ các vùng chiến tranh từ năm 1930 tới năm 1939. Tổ chức này đã được nhận giải Nobel Hòa bình năm 1938.

## Lịch sử
"Phòng quốc tế Nansen cho các người tị nạn" được "Hội Quốc Liên" thành lập năm 1930, đặt theo tên Fridtjof Nansen ngay sau khi ông ta qua đời, nhằm tiếp tục sự nghiệp cứu trợ người tị nạn rất thành công của ông. Tổ chức này cung cấp sự trợ giúp chính trị và vật chất cho những người tị nạn chiến tranh.
Tuy nhiên, tổ chức này đã không làm được gì cho những người tị nạn từ Đức Quốc xã và từ cuộc Nội chiến Tây Ban Nha, vì nhiều nước từ chối nhận những người tị nạn này. Dù vậy, Tổ chức này cũng được nhận giải Nobel Hòa bình vì việc làm của Tổ chức trong năm 1938, nhưng do Tổ chức này đã giải thể ngay sau đó (năm 1939), nên số tiền của giải thưởng được trao cho một tổ chức cho người tị nạn khác do Hội Quốc Liên thành lập sau đó.